# 4TEN
4TEN (hangul: 포텐), även känd som POTEN, är en sydkoreansk tjejgrupp bildad år 2014 av Jungle Entertainment.
Gruppen består av de fyra medlemmarna Hyeji, Heeo, Yun och Hyejin.

## Karriär
I augusti 2014 släpptes de första teaserbilderna av Jungle Entertainment inför debuten av den nya tjejgruppen 4TEN, bestående av de fyra originalmedlemmarna Hyeji, Hyejin, TEM och Eujin. Detta följdes snart därpå av den första videoteasern från musikvideon tillhörande debutsingeln "Tornado". En låt med titeln "Who's That" framförd av gruppmedlemmen TEM släpptes också inför debuten. Musikvideon till debutsingeln "Tornado" spelades in i Los Angeles och släpptes den 26 augusti. Den 28 augusti gjorde de också sitt debutframträdande med låten live i musikprogrammet M! Countdown på Mnet. Det följdes upp av framträdanden i Music Bank på KBS den 29 augusti, Show! Music Core på MBC den 30 augusti, och Inkigayo på SBS den 31 augusti.
Videoteasers inför gruppens comeback släpptes den 30 december 2014 och 2 januari 2015, innan den nya singeln med titeln "Why" släpptes den 5 januari. Den tillhörande musikvideon till låten spelades ännu en gång in i USA, fast nu i New York istället. 4TEN återvände även i juni 2015 med flera teasers inför kommande månads comeback med singeln "Go Easy". I samband med detta använde sig gruppen även av namnet POTEN och blev fem medlemmar istället för fyra, då två lämnade och tre nya gick med. TEM och Eujin var de som lämnade medan nyanlända Heeo, Yun och Hajeong anslöt sig till de två kvarvarande originalmedlemmarna Hyeji och Hyejin. "Go Easy" släpptes den 3 juli 2015 med en musikvideo som gruppen återigen spelat in i Los Angeles.
Tillbaka till fyra medlemmar och nu utan Hajeong, släpptes det i februari 2016 flera teasers inför gruppens comeback med singeln "Severely". Med gruppens comeback släpptes också deras allra första album med titeln Jack of All Trades. Skivan innehåller totalt fem låtar och inkluderar deras tre första singlar, den nya singeln "Severely", samt ytterligare en helt ny låt. Singeln och albumet släpptes den 23 februari och gruppen framträdde samma dag med låten i musikprogrammet The Show på SBS.

## Medlemmar
| Artistnamn   | Artistnamn | Födelsenamn        | Födelsenamn | Födelsedatum      | Medlemstid |
| Romanisering | Hangul     | Romanisering       | Hangul      | Födelsedatum      | Medlemstid |
| Nuvarande    | Nuvarande  | Nuvarande          | Nuvarande   | Nuvarande         | Nuvarande  |
| ------------ | ---------- | ------------------ | ----------- | ----------------- | ---------- |
| Hyeji        | 혜지       | Jung Hye-ji        | 정혜지      | 2 april 1992      | 2014-idag  |
| Heeo         | 히오       | Kwak Hee-oh        | 곽히오      | 2 maj 1994        | 2015-idag  |
| Yun          | 윤         | Heo Yoon           | 허윤        | 23 september 1994 | 2015-idag  |
| Hyejin       | 혜진       | Baek Hye-jin       | 백혜진      | 21 november 1996  | 2014-idag  |
| Tidigare     |            |                    |             |                   |            |
| TEM          | 탬         | Esther GongJu Tham | N/A         | 13 februari 1990  | 2014-2015  |
| Eujin        | 유진       | Choi Yoo-jin       | 최유진      | 3 december 1993   | 2014-2015  |
| Hajeong      | 하정       | Lee Ha-jeong       | 이하정      | 23 september 1997 | 2015       |

## Diskografi

### Album
| Albuminformation                              | Topplacering          |
| Albuminformation                              | Sydkorea (Gaon Chart) |
| --------------------------------------------- | --------------------- |
| Jack of All Trades - Släppt: 23 februari 2016 | —                     |

### Singlar
| År   | Titel      | Topplacering          |
| År   | Titel      | Sydkorea (Gaon Chart) |
| ---- | ---------- | --------------------- |
| 2014 | "Tornado"  | —                     |
| 2015 | "Why"      | —                     |
| 2015 | "Go Easy"  | —                     |
| 2016 | "Severely" | —                     |